# Раманагара (округ)
Раманагара (канн. ರಾಮನಗರ ಜಿಲ್ಲೆ; англ. Ramanagara) — округ в индийском штате Карнатака. Образован 23 августа 2007 года из части территории Сельского округа Бангалор. Административный центр — город Раманагара.